# Pinto (kommun i Chile)
Pinto är en kommun i Chile.   Den ligger i provinsen Diguillín och regionen Ñuble, i den södra delen av landet, 400 km söder om huvudstaden Santiago de Chile.

## Terräng och klimat
Trakten runt Pinto består i huvudsak av gräsmarker. Runt Pinto är det glesbefolkat, med 10 invånare per kvadratkilometer.